# François Louis Ganshof
François Louis Ganshof (* 14. März 1895 in Brügge; † 26. Juli 1980 in Brüssel) war ein belgischer Historiker. Sein 1944 veröffentlichtes Werk Was ist das Lehnswesen? prägte über mehrere Jahrzehnte die Forschungsansichten zum Lehnswesen.

## Leben und Wirken
François-Louis Ganshof studierte in Gent und wurde Nachfolger von Henri Pirenne an der Universität Gent, wo er bis zu seiner Emeritierung im Jahr 1961 als Professor lehrte. Zu seinen Schülern zählten Raoul Van Caenegem, Adriaan Verhulst und Jan Dhondt.
In seinen Arbeiten setzte Ganshof sich mit der Geschichte Flanderns und Belgiens auseinander. Seine Arbeiten reichten zeitlich von der Spätantike bis in die frühe Neuzeit. Ganshofs besondere Aufmerksamkeit galten aber dem Frühmittelalter und hier insbesondere der Karolingerzeit. In dem Buch La Belgique carolingienne (1953) schilderte er die Situation Belgiens und seiner Nachbargebiete und gab durch die zentrale Lage zugleich ein Gesamtbild karolingischer Verfassung, Verwaltung, Wirtschaft und Gesellschaft. Mit der Geschichte Flanderns setzten sich die Werke über die Ministerialen in Flandern und Lothringen (1926), über die Gerichte der Kastellaneien in Flandern (1932) und über Flandern unter den ersten Grafen auseinander (1943). Seine Studie Wat waren de Capitularia? (1955) beschäftigte sich mit dem Verhältnis von königlicher Banngewalt und Volksrecht. In zahlreichen Arbeiten versuchte er das ältere negative Bild über Ludwig den Frommen aufzuhellen. Er veröffentlichte 1963 für die „Propyläen-Geschichte Deutschlands“ den Abschnitt über das Hochmittelalter. Ganshof bekanntestes Werk Was ist das Lehnswesen? (Qu'est-ce que la feodalite?), das 1944 erstmals in französischer Sprache erschien, fasste auf 183 Seiten im kleinen Format den Stand der Forschung zum Lehnswesen bis Anfang der 1990er Jahre zusammen. Die Darstellung erfuhr Übersetzungen ins Deutsche, Englische, Spanische, Portugiesische, Italienische und Japanische. Erst durch Susan Reynolds erfolgte 1994 mit einer Studie zu Lehen und Vasallen in Europa eine Neudeutung des Handbuchwissens über das Lehnswesen. Ganshofs in der Fachwelt weniger beachtete Arbeiten zur Grundherrschaft wurden von seinem Schüler Adriaan Verhulst fortgeführt.
Ganshof erhielt zahlreiche Ehrungen, Ehrendoktorwürden und Mitgliedschaften in vielen gelehrten Gesellschaften und Akademien. 1946 wurde ihm der Francqui-Preis verliehen. Ganshof wurde 1954 in den Monumenta Germaniae Historica und 1962 in der Bayerischen Akademie der Wissenschaften korrespondierendes Mitglied. Im Jahr 1959 erfolgte seine Aufnahme in den Orden Pour le mérite für Wissenschaften und Künste. Die Königlich Niederländische Akademie der Wissenschaften nahm ihn 1949 als auswärtiges Mitglied auf. Seit 1950 war er korrespondierendes und seit 1969 auswärtiges Mitglied der Deutschen Akademie der Wissenschaften zu Berlin. 1953 wurde er zum korrespondierenden Mitglied der British Academy und 1964 zum auswärtigen Mitglied (associé étranger) der Académie des Inscriptions et Belles-Lettres gewählt.

## Schriften
- Was ist das Lehnswesen? 7., gegenüber der 6. unveränderten deutschen Auflage, Wissenschaftliche Buchgesellschaft, Darmstadt 1989, ISBN 3-534-00927-4.
- Das Hochmittelalter. In: Propyläen Weltgeschichte, Bd. 5, herausgegeben von Golo Mann und August Nitschke. Propyläen, Berlin/Frankfurt am Main 1963, S. 395–488.
- Was waren die Kapitularien? Wissenschaftliche Buchgesellschaft, Darmstadt 1961.
- La Belgique carolingienne. La Renaissance du livre, Brüssel 1958.
- Étude sur les ministeriales en Flandre et en Lotharingie. Lambertin, Brüssel 1926.